# Авербах, Леопольд Леонидович
Леопо́льд Леони́дович Аверба́х (при рождении Исер-Лейб Меер-Шоломович Авербах; 8 (21) марта 1903 — 14 августа 1937) — советский литературный критик, член Российской ассоциации пролетарских писателей и Союза писателей СССР, комсомольский деятель, ответственный редактор журнала «На литературном посту».
Л. Авербах в 1937 году осуждён в «особом порядке» и расстрелян. Посмертно реабилитирован в 1961 году.

## Биография
Родился 8 (21) марта 1903 года в Саратове. Отец — Меер-Шолом Носонович (Меер Носонович, Леонид Николаевич) Авербах (1874—1937), мещанин местечка Круглое Могилёвского уезда, владелец «скоропечатни Л. Н. Авербаха» на Немецкой улице, дом № 20 (семья жила в этом доме) в Саратове. Мать — Чарна Мовшевна (Софья Михайловна) Авербах (урождённая Свердлова, 1883—1951), врач-педиатр, сестра Якова Свердлова. У него была младшая сестра Ита-Лея (Ида Леонидовна) Авербах. В 1917 году типография отца переехала в новое помещение на Немецкой улице, дом № 27, и вскоре была национализирована.
Из пятого класса гимназии ушёл на комсомольскую работу. Был избран членом ЦК комсомола первого созыва, затем — секретарём Московского комитета РКСМ, редактором «Юношеской правды» (1920).
Член РКП(б) с 1920 года. Работал за границей по линии Коммунистического интернационала молодежи.
После возвращения из-за границы был назначен редактором журнала «Молодая гвардия» по рекомендации Л. Д. Троцкого, однако вскоре стал ориентироваться на его конкурентов — вначале на Н. И. Бухарина, затем на И. Сталина. Редактировал газету «Уральский рабочий».
В Москве Авербах стал одним из основателей, а затем генеральным секретарём Всероссийской ассоциации пролетарских писателей (ВАПП; 1921—1928). Был членом редколлегии журнала «На посту», а с основания журнала «На литературном посту» — его ответственным редактором. Проводил в журнале и в литературе политику вытеснения писателей, которых считал «попутчиками», вместе с В. Билль-Белоцерковским и В. Киршоном подвергал жёсткой критике Михаила Булгакова.
18 июня 1925 года было принято постановление Политбюро ЦК РКП(б) «О политике партии в области художественной литературы», в котором было подчёркнуто: «партия поддерживает все отряды советских писателей». Пока «гегемонии пролетарских писателей ещё нет, партия должна помочь этим писателям заработать себе историческое право на такую гегемонию». Партия должна бороться против коммунистического чванства, «должна всячески бороться против легкомысленного и пренебрежительного отношения к старому культурному наследству, а равно и к специалистам художественного слова». По отношению к попутчикам как колеблющимся между буржуазной и коммунистической идеологией «должна здесь быть директива тактичного и бережного отношения к ним, то есть такого подхода, который обеспечивал бы все условия для возможно более быстрого их перехода на сторону коммунистической идеологии». В постановлении партийное руководство высказалась за свободное соревнование творческих сил, форм и методов, подчёркивая необходимость создания литературы, рассчитанной на действительно массового читателя.
Хотя в этой резолюции не были упомянуты имена боровшихся в 1920-е годы литературных групп, им была дана всесторонняя оценка, считает исследователь эпохи С. И. Шешуков. Фактически нашла поддержку позиция А. К. Воронского, ратовавшего за объединение писателей, во главе с коммунистами, для совместной творческой работы, за преемственность литературного наследия, за отражение жизни во всех её красках, а не только жизни пролетариата, за коллегиальность в противоположность комчванству. Напостовцы это ранее категорически отвергали.
Авербах спустя 10 дней после опубликования резолюции в «Известиях» в своём докладе на совместном заседании партийной секции ВАПП и МАПП «За пролетарскую культуру (о политике РКП(б) в области художественной литературы» по-своему трактовал партийную резолюцию, на словах выразив ей полное одобрение. Затем он повторил те же тезисы в одноимённой брошюре, выпущенной к чрезвычайной конференции пролетарских писателей, состоявшейся 26—27 февраля 1926 года.
Конференция в целом осуждала старую линию напостовцев, однако Авербах в своём докладе подчеркнул, что пролетарские писатели проникли в существо вопроса глубже и знают его лучше, чем партия, которая только начинает осознавать течения литературного процесса. На словах поддерживая резолюцию, он однако выступил против попутчиков («за попутчиков выдавались буржуазные писатели»), предлагая придерживаться в их оценке исключительно позиции Л. Д. Троцкого: «Попутчики не революционеры, а юродствующие в революции… Они не пойдут с нами до конца», В подтверждение совпадения позиции партии и «На посту» он привёл тезисы к докладу И. В. Вардина от 10 мая 1924 года, составленные при его собственном участии, от которых он вынужден будет полностью отказаться в ноябре 1926 года.
После конференции в феврале 1926 года внутри руководства ВАПП возникли резкие противоречия: И. В. Вардин, С. А. Родов и Г. Лелевич были отстранены от руководства; организацию возглавили Авербах, Ю. Н. Либединский, В. М. Киршон, В. В. Ермилов и М. В. Лузгин. Позже к ним присоединился, наряду с некоторыми критиками, А. А. Фадеев.
В 1928 году, после создания Всесоюзного объединения ассоциаций пролетарских писателей (ВОАПП), ВАПП была переименована в РАПП (Российская ассоциация пролетарских писателей). После ликвидации РАПП (1932) Авербах участвовал в подготовке I Всесоюзного съезда советских писателей.
Соредактор книги «Беломорско-Балтийский канал имени Сталина», прославляющей труд заключённых (1934). Редактор серии «История фабрик и заводов».
До апреля 1937 года — 1-й секретарь Орджоникидзевского райкома ВКП(б) в Свердловске (находился во временном отпуске для литературной работы). Проживал: г. Москва, Малый Палашевский пер., д. 4, кв. 8.

## Арест и смерть

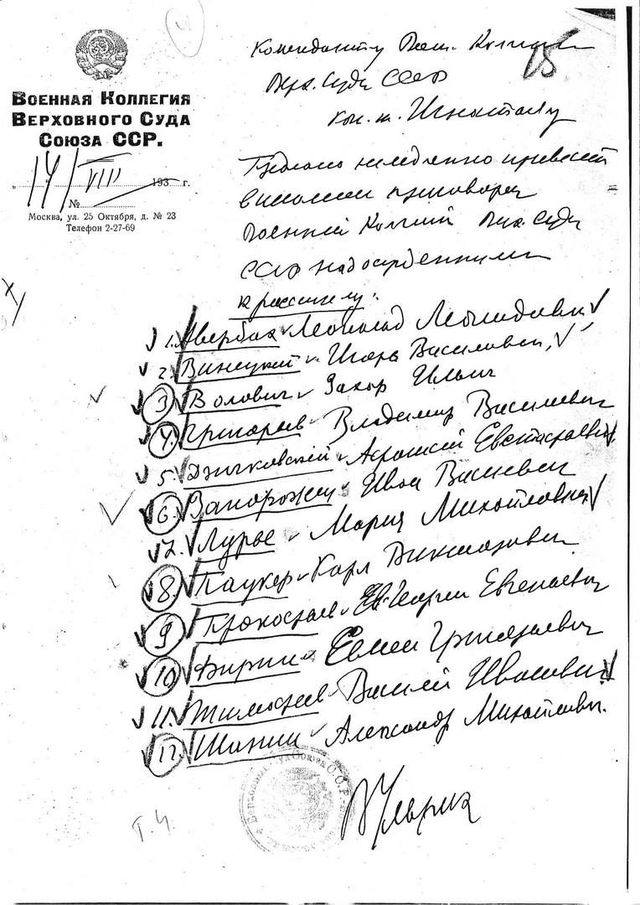
Предложение В. В. Ульриха коменданту Военной коллегии ВС СССР Игнатьеву немедленно расстрелять 12 осуждённых: Л. Л. Авербах, И. В. Винецкий, З. И. Волович, В. В. Григорьев, А. Е. Дзичковский, И. В. Запорожец, М. М. Лурье, К. В. Паукер, Г. Е. Прокофьев, С. Г. Фирин, В. И. Тимофеев, А. М. Шанин

Арестован 4 апреля 1937 года как человек, входящий в число близких родственников Генриха Ягоды. Обвинён в «участии в антисоветской заговорщицкой террористической организации». Имя Авербаха было включено в расстрельный сталинский список, датированный 14 августа 1937 года (№ 1 в списке из 25 арестованных высокопоставленных сотрудников НКВД, в числе которых были Захар Волович, Иван Запорожец, Карл Паукер, Георгий Прокофьев, Александр Шанин) с подписью «за 1-ю категорию Сталин, Молотов». Расстрелян «в особом порядке» 14 августа 1937 года вместе с рядом сотрудников НКВД СССР из этого списка (всего 25 осуждённых). По некоторым данным, в частности о том говорил К. Симонов, Авербах покончил жизнь самоубийством, бросившись в лестничный пролёт, когда его вели на очередной допрос, что является апокрифом. Место захоронения — «могила невостребованных прахов» № 1 крематория Донского кладбища. Посмертно реабилитирован 29 мая 1961 года ВКВС СССР.

## Деятельность
Из теоретических и публицистических работ Авербаха наиболее известны его дискуссии: с А. К. Воронским — о возможности существования пролетарской литературы, с В. Ф. Плетнёвым — о сути пролетарской культуры и пролеткульте.
Помимо публицистических статей, посвящённых непосредственно литературным темам, Авербах занимался разработкой вопросов юношеского коммунистического движения и проблемами культурной революции.

## Отзывы
- Несмотря на скандальную историю 1928 года[15], в начале 1930-х гостил у Максима Горького в Италии, который после писал Сталину о нём: «Весьма умный, хорошо одарённый человек», «ещё не развернулся как следует и которому надо учиться», «его нужно бы поберечь»[16].
- «Вот тут этот был — как его? — Авербах, да. Сначала он был необходим, а потом стал проклятьем литературы» (Сталин, по воспоминаниям К. М. Симонова)[17]
- «Литературный гангстер Авербах» (Н. Асеев).

## Семья
- Отец — Леонид Николаевич Авербах, на момент ареста заместитель управляющего Ленинградского отделения акционерного общества «Интурист». Арестован 13 апреля 1937 года и этапирован в Москву. Внесён в Сталинский расстрельный список «Москва-центр» от 21 октября 1937 года («за 1-ю категорию Сталин, Молотов, Ворошилов, Микоян»).[18] Осуждён к высшей мере наказания Военной коллегией Верховного суда СССР 26 октября 1937 года и расстрелян в тот же день. Место захоронения — «могила невостребованных прахов» № 1 крематория Донского кладбища. Реабилитирован посмертно 30 января 1992 года заключением Главной военной прокуратуры России[19].
- Мать — Софья Михайловна Авербах, врач-педиатр. Арестована 9 июня 1937 года как член семьи изменника Родины. Постановлением ОСО при НКВД СССР осуждена к 5 годам ссылки в Оренбургскую область. На момент повторного ареста 17 апреля 1938 года — заведующая детской консультацией села Ак-Булак Оренбургской области. Постановлением ОСО НКВД СССР от 14 августа 1938 года повторно осуждена к 8 годам ИТЛ по ст. 58-10ч.1.
- Сестра — Ида Леонидовна Авербах (1905—1938), юрист, была замужем за Г. Г. Ягодой. Арестована в 1937 году, по решению ОСО при НКВД СССР отправлена в ссылку. Повторно арестована в 1938 году. Внесена в Сталинский расстрельный список от 10.6.1938 года (за 1-ю категорию Сталин, Молотов). Расстреляна в «особом порядке» 16 июня 1938 года. Место захоронения — спецобъект НКВД «Коммунарка». Реабилитирована посмертно 21 февраля 1990 года заключением Прокуратуры СССР.
- Жена — Елена Владимировна Бонч-Бруевич (1904—1985), дочь В. Д. Бонч-Бруевича[20][21].
  - Сын — Виктор Леопольдович Бонч-Бруевич (1923—1987), физик-теоретик, доктор физико-математических наук, профессор МГУ, участник Великой Отечественной войны; лауреат Ломоносовской премии (1980)[22].

## Любопытные факты
- По мнению некоторых исследователей, послужил прообразом председателя МАССОЛИТа Берлиоза и агрессивного литературного критика Латунского в романе Булгакова «Мастер и Маргарита»[23].

## Библиография

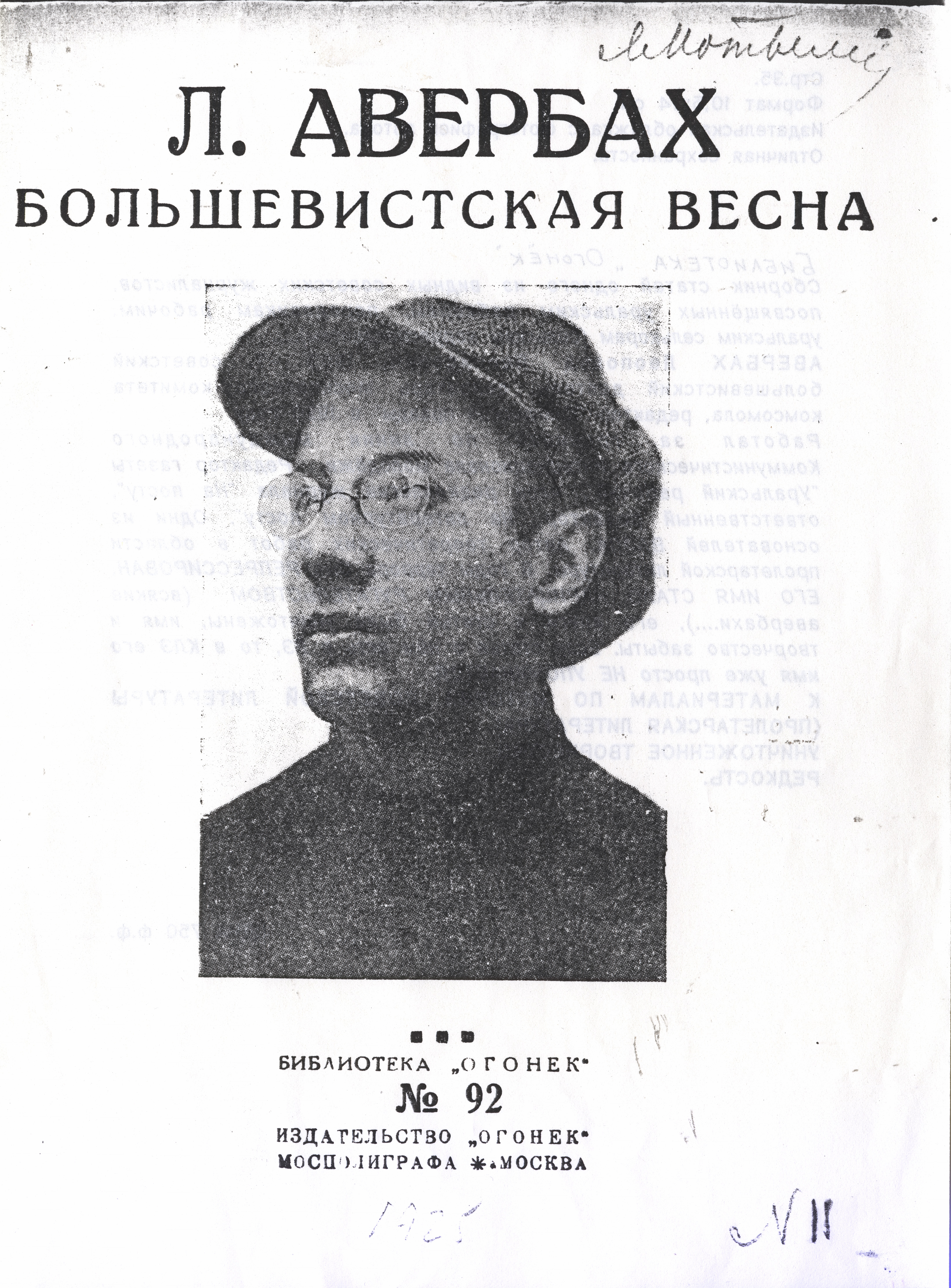
Л. Л. Авербах. «Большевистская весна», М.: Огонек, 1925.